# Den store Elsker
Den store Elsker er en amerikansk stumfilm fra 1920 af Frank Lloyd.

## Medvirkende
- John St. Polis som Jean Paurel
- Richard Tucker som Ward
- Claire Adams som Ethel
- John Davidson som Sonino
- Alice Hollister som Bianca
- Lionel Belmore
- Rose Dione som Sabotini
- Tom Ricketts som Potter
- Frederick Vroom
- Gino Corrado